# 에릭 아바리
에릭 아바리(Erick Avari, 1952년 4월 13일 ~ )는 인도의 배우이다.

## 출연 작품
- 프로젝트 : 에덴 (2017)
- 체이싱 이글 락 (2015)
- 이츠 낫 유, 이츠 미 (2013)
- 디스패치 (2011)
- 웨어 더 로드 미츠 더 선 (2010)
- 폴 블라트 - 몰 캅 (2009)
- 하치 이야기 (2009)
- 인에일리어너블 (2008)
- 새벽의 저주 - 온 더 플레인 (2007)
- 포스탈 (2007)
- 다크 매터 (2007)
- 추즈 코너 (2007)
- 월드 트레져 : 솔로몬의 보물을 찾아서 (2006)
- 히어로즈 (2006)
- 댄싱 인 트와이라잇 (2005)
- LA 폭동 (2005)
- 데어데블 (2003)
- 쓰리 데이스 오브 레인 (2002)
- 나 홀로 집에 4 (2002)
- 마스터 오브 디즈가이즈 (2002)
- 미스터 디즈 (2002)
- 리투얼 (2001)
- 글래스 하우스 (2001)
- 혹성 탈출 (2001)
- 13번째 전사 (1999)
- 미이라 (1999)
- 펠리시티 (1998)
- 스타게이트 - 시리즈 (1997)
- 돈 드링크 워터 (1994)
- 스타게이트 (1994)
- 스캠 - 사기 방정식 (1993)
- 사랑 게임 (1993)
- 죽음의 항해 (1992)
- 원시 틴에이저 (1992)
- 최종 분석 (1992)
- 법과 질서 (1990)
- 비스트 (1988)
- 우리 생애 나날들 (1965)
- 제너럴 호스피털 (1963)